# БК плејс
БК плејс (енгл. BC Place) је вишенаменски стадион, који се налази у Ванкуверу, Британска Колумбија, Канада. Капацитет стадиона износи 56.040 места за седење. Овај стадион је домаћи стадион фудбалског клуба ФК Ванкувер вајткапси.

## Историја
Стадион је завршен 1983. године и изграђен је за домаћинство међународне изложбе у Ванкуверу 1986. године. То је највећи стадион са ваздушном подршком на свету.
БЦ Лавови Канадске фудбалске лиге играју тамо од 1983. године.
То је домаћи стадион фудбалског клуба Ванкувер вајткепси из Мајџор лиге фудбала од 2011.
Папа Јован Павле II је 1984. године посетио град Ванкувер и одржао мису на стадиону којој је присуствовало 65.000 људи. Следећи масовни догађај био је Експо86.
Године 2008. Мадона је наступила пред 65.000 људи са својом турнејом Стики & свит.
Овај стадион је 2010. године био стадион домаћин за Зимске олимпијске игре 2010.
Стадион је реконструисан 2011. године, а куполасти кров је замењен отвореним у центру. Нова црвена, сива и бела седишта која дају изглед боја канадске заставе.
Од 2016. године тамо се одржавају годишњи рагби сусрети „Канадске седморице”.

## Догађаји

### Светско првенство у фудбалу за жене 2015
Стадион је био домаћин девет утакмица Светско првенство у фудбалу за жене 2015.
| Датум        | Екипа #1         | Резултат | Екипа #2         | Коло          | Гледалаца |
| ------------ | ---------------- | -------- | ---------------- | ------------- | --------- |
| 8. јун 2015  | Јапан            | 1 : 0    | Швајцарска       | Група Ц       | 25.942    |
| 8. јун 2015  | Камерун          | 6 : 0    | Еквадор          | Група Ц       | 25.942    |
| 12. јун 2015 | Јапан            | 2 : 1    | Камерун          | Група Ц       | 31.441    |
| 12. јун 2015 | Швајцарска       | 10 : 1   | Еквадор          | Група Ц       | 31.441    |
| 16. јун 2015 | Нигерија         | 0 : 1    | Сједињене Државе | Група Д       | 52.193    |
| 21. јун 2015 | Канада           | 1 : 0    | Швајцарска       | Осмина финала | 53.855    |
| 23. јун 2015 | Јапан            | 1 : 0    | Холандија        | Осмина финала | 28.717    |
| 27. јун 2015 | Енглеска         | 2 : 1    | Канада           | Четвртфинале  | 54.027    |
| 5. јул 2015  | Сједињене Државе | 5 : 2    | Јапан            | Финале        | 53.341    |